# Saint-Denis
 For alternative betydninger, se Saint-Denis (flertydig). (Se også artikler, som begynder med Saint-Denis)
Saint-Denis er en by og kommune i Frankrig nord for Paris ved floden Seine. Saint-Denis er en industriforstad til Paris med 108.274(2012) indbyggere.
Igennem årene er mange muslimer fra de tidligere franske kolonier flyttet til byen.
I Saint-Denis finder man den gamle kongekirke klosterkirken Saint-Denis, og Frankrigs nationale fodboldsstadion Stade de France, der blev bygget til VM i fodbold i 1998.
Fusionerede 1. januar 2025 med den nordligere beliggende kommune Pierrefitte-sur-Seine. Indbyggertal i 2025 omkring 150.000.